# 贝加德奥
贝加德奥，是西班牙阿斯图里亚斯的一个市镇。总面积83平方公里，总人口4561人（2001年），人口密度55人/平方公里。